# Сигида, Аким Степанович
Аким Степанович Сигида (1863, Таганрог — 1888, Харьков) — русский революционер, народоволец.

## Биография
Родился в 1863 г. в Таганроге в семье мещанина. Окончил Таганрогское уездное училище. Работал наборщиком в типографии, затем служил письмоводителем в окружном суде. В 1882 г. познакомился с Антипом Кулаковым. Кулаков давал Сигиде нелегальную литературу. В том же году Сигида вступил в партию Народной воли и был избран в центральную группу таганрогской организации.
Осенью 1884 г., вследствие ареста членов Распорядительной комиссии, избранной Парижским съездом Народной воли в конце января — начале февраля 1884 г., Г. А. Лопатина, Н. М. Саловой и В. И. Сухомлина, и последовавшего затем разгрома местных организаций, таганрогская группа оказалась в полной изоляции. Борис Дмитриевич Оржих предложил таганрогским народовольцам свой план объединения народовольческих организаций юга России. Было принято решение об организации в Таганроге народовольческой типографии. Возглавить её Оржих предложил Сигиде, так как он знал типографское дело. Аким Степанович принял это предложение. В июле 1885 г. он привёз из Ростова типографское оборудование, оставшееся от типографии, в которой печатался № 10 «Народной воли». Шрифт и другие принадлежности хранились у А. П. Остроумова. Сигида привёз их в Таганрог по ордеру на перевозку вещественных доказательств. Наборные кассы были изготовлены в Ростове по его заказу. Шрифт хранила учительница женского городского училища М. П. Рыбас. Для обеспечения безопасной работы подпольной типографии, в целях конспирации, в августе 1885 года Аким Степанович вступил в фиктивный брак с Надеждой Константиновной Малаксиано, начальницей женского городского училища, членом центральной группы таганрогской народовольческой организации. Аким Степанович и Надежда Константиновна сняли квартиру по адресу: переулок Полтавский, д. 62 (ныне переулок Антона Глушко, д. 66). Во второй половине августа типография была готова к работе.
Вместе с А.С. Сигидой и Н.К. Малаксиано в типографии работали У. Н. Фёдорова и Е. М. Тринитатская, которая жила в квартире типографии под видом квартирантки,а У. Н. Фёдорова — под видом кухарки. Здесь же хранились снаряды, предназначенные для покушения на министра внутренних дел Д. А. Толстого. Покушение было отменено вследствие психического заболевания министра. Снаряды хранил бывший студент Харьковского ветеринарного института Е. И. Петровский, высланный под надзор полиции в Новочеркасск. Летом 1885 г. Оржих передал их руководителю таганрогской организации Антипу Кулакову, а тот — Акиму Сигиде, так как он сам предложил хранить снаряды в квартире типографии. Впоследствии они послужили причиной рассмотрения дела таганрогской народовольческой типографии военным судом.
В сентябре 1885 г. в Екатеринославе состоялся съезд представителей народовольческих организаций юга России. На нём обсуждались передовая статья Л. Я. Штернберга для № 11-12 «Народной воли» и план брошюры В. Г. Богораза «Борьба общественных сил в России». Съезд принял решение о продолжении борьбы против правительства, за политическую свободу, об издании № 11-12 «Народной воли» и брошюры В. Г. Богораза «Борьба общественных сил в России» и избрал Центральную группу. В неё вошли Ю. Д. Тиличеев, В. П. Бражников, А. А. Кулаков, Л. Ф. Ясевич, Б. Д. Оржих, В. Г. Богораз, Л. Я. Штернберг, А. Н. Шехтер, А. Л. Гаусман. После съезда таганрогская типография приступила к работе. В ней печатался сборник стихов «Отголоски революции». Место издания № 11-12 «Народной воли» неизвестно. А. А. Кулаков и В. Г. Богораз писали, что он печатался в Таганроге, Б. Д. Оржих и З. В. Коган утверждали, что в Новочеркасске. На следствии Н. К. Сигида (Малаксиано) и У. Н. Фёдорова признали, что последний номер «Народной воли» печатался в Таганроге, А. С. Сигида отрицал это. К концу ноября 1885 г. печатание сборника было завершено. В начале декабря 1885 г. А. С. Сигида был призван в армию, служил в 58 резервном батальоне Таганрогского гарнизона. 16 сентября 1885 г. в Ростове был арестован А. П. Остроумов. На допросе он сообщил, что передал шрифт А. С. Сигиде. В ночь с 22 на 23 января 1886 г. А. С. Сигида был арестован в казарме. Вместе с ним была арестована его жена, Н. К. Сигида (Малаксиано). Полиция произвела обыск в их квартире и нашла 1000 экземпляров первого листа № 11 — 12 «Народной воли», 1000 экземпляров сборника «Отголоски революции» и 250 экземпляров других революционных изданий. 8 декабря 1887 г. А. С. Сигида вместе с другими работниками таганрогской народовольческой типографии был приговорён военным судом к смертной казни. При утверждении приговора казнь была заменена бессрочной каторгой. Умер в 1888 году от инсульта в Ново-Борисоглебской каторжной тюрьме под Харьковом по дороге на Сахалинскую каторгу. Н. К. Сигида (Малаксиано) также была приговорена к каторге, где и умерла 8 ноября 1889 года после телесного наказания, что и послужило поводом к Карийской трагедии.

"Аким Степанович оказался способным, любящим чтение, но в вопросах социально-общественных мало сведущим. Я указал ему, какие книги следует прочитать. В дальнейших свиданиях я познакомил его с нелегальной литературой, а по прошествии года из Акима Степановича выработался энергичный, способный пропагандист и организатор революционных кружков". - Кулаков А. А. Автобиография. // Каторга и ссылка. 1930. №3. - с. 166.

"Аким был хмурого нрава, говорил он мало, но язык был у него едкий, и многие боялись его спокойных замечаний. В сущности говоря, ему было тесно даже в типографии. Потом в тюрьме стало ещё теснее. Впрочем, в тюрьме он прозябал недолго. Жить было нечем и незачем. Тогда он умер". -  Богораз В. Г. Колымские рассказы. - М. - Л.: Государственное издательство художественной литературы, 1931. - с. 280.